# (73810) 1995 UW2
(73810) 1995 UW2 – planetoida z pasa głównego asteroid okrążająca Słońce w ciągu 3 lat i 297 dni w średniej odległości 2,44 j.a. Została odkryta 24 października 1995 roku w Obserwatorium Kleť.